# Reanascreena

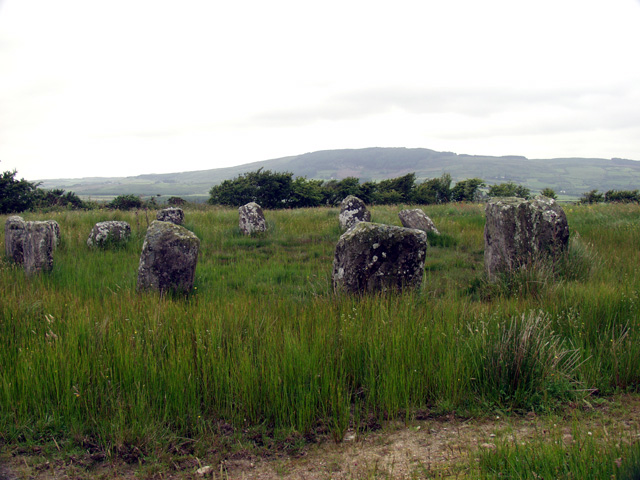
Steinkreis von Reanascreena

Der Steinkreis von Reanascreena (irisch Ré na Scríne) ist ein Axial-Stone-Circle (ASC) und liegt auf einem Hügel südwestlich des namengebenden Dorfes im County Cork in Irland. Er ist, ähnlich wie Glantane East, von einem niedrigen Wall mit einem flachen Graben umgeben.
Der multiple Steinkreis der  Cork-Kerry-Serie von etwa neun Metern Durchmesser besteht aus 12 großen Steinen, was ungewöhnlich ist, da die Kreise dieser Serie in der Regel ungerade Steinzahlen aufweisen. Zwei 1,5 m hohe Steine, gegenüber dem 0,5 m hohen axialen oder liegenden Stein bilden ein Portal. Die Achse ist im Gegensatz zu den nahen Kreisen von Bohonagh und Drombeg nicht auf die Sonnenwenden gerichtet.